# Pseudogekko compressicorpus
Pseudogekko compressicorpus là một loài thằn lằn trong họ Gekkonidae. Loài này được Taylor mô tả khoa học đầu tiên năm 1915.